# Provincia de Nakhon Nayok
La provincia de Nakhon Nayok (en tailandés: นครนายก) es una de las provincias de la zona central de Tailandia, que limita con las de Saraburi, Nakhon Ratchasima, Prachinburi, Chachoengsao y Pathum Thani.
En la zona norte se encuentran las montañas de Dong Phaya Yen cuya mayor elevación la representa el Yod Khao Kiew con 1292 metros. Buena parte de la zona la ocupa el parque nacional de Khao Yai. La zona central está ocupada por el río Nakhon Nayok. El sur es la parte menos fértil de la provincia. El río Nakhon Nayok se une más tarde a río Prachin Buri, en la provincia del mismo nombre, para formar el río Bang Pa Kong. La capital es Nakhon Nayok.

## División territorial
La provincia se subdivide en 4 distritos (amphoe), estos a su vez en 41 comunas (tambon) y 403 localidades o villas (muban):
| 1. Mueang Nakhon Nayok 2. Pak Phli | 1. Ban Na 2. Ongkharak |

## Símbolo
El símbolo de la provincia muestra a un elefante agitando una planta de arroz, con pilas de paja al fondo, árboles y nubes. Todo ello simboliza la fertilidad, los bosques y la belleza del lugar.